# Michèle de Saint Laurent
Michèle de Saint Laurent, también conocida como Michèle Dechancé (9 de diciembre de 1926, Fontainebleau, Seine-et-Marne, Isla de Francia - 11 de julio de 2003, Lannion, Côtes-d'Armor) fue una bióloga francesa especializada en carcinología.
Pasó la mayor parte de su carrera en el Museo Nacional de Historia Natural de Francia de París, trabajando en la sistemática de crustáceos decápodos.
Sus principales aportes fueron sobre los cangrejos ermitaños y sobre los Thalassinidea. Codescribió en 1975 el género Neoglyphea, un fósil viviente y, en 1988, creó una nueva superfamilia de crustáceos, la de los enoplometopoideos.

## Trayectoria
Michèle de Saint Laurent nació el 9 de diciembre de 1926 en Fontainebleau, cerca de París. Su padre, oficial del ejército,  se retiró por motivos de mala salud en 1938, y fue a vivir con su familia a Plestin-lees-Grèves, en la Bretaña; murió en 1939. Durante la Segunda Guerra Mundial, la madre de Michèle ocultó aviadores británicos de los ocupantes nazis, por lo que fue juzgada por un tribunal militar en Alemania y condenada a prisión, siendo recluida en el campo de concentración de Ravensbrück, donde murió en 1944.
Michèle se casó en 1950, tomando el nombre de Michèle Dechancé, y su hija Odile nació en ese año. Estudió biología en la Universidad de París (La Sorbona) con Pierre-Paul Grassé, obteniendo su licenciatura (Diplôme de Licence) en 1954. Comenzó sus trabajos de investigación científica antes de licenciarse, durante un período que pasó en el Instituto Pasteur bajo a dirección de Robert Deschiens, donde investigó el efecto de las sales de hierro en los moluscos que transmiten la esquistosomíase. El artículo que publicó,  hizo que personal del Museo Nacional de Historia Natural de Francia, en París, contactara con ella; allí Jacques Forest le sugirió que estudiara las larvas de los cangrejos ermitáns. A partir de 1955, y hasta 1960, trabajó en el Centre national de lana recherche scientifique (CNRS), en su laboratorio de Banyuls-sur-Mer. A continuación regresó al Museo de París.
En 1965, Michèle se divorció y volvió a usar su nombre de soltera. Se retiró el 1 de octubre de 1992, dividiendo su tiempo entre sus actividades de investigación que continuó y a pasar temporadas en su casa en la Bretaña. Durante muchos años había sufrido por mor de una hepatitis C y, en 2001, le diagnosticaron cáncer de hígado. Falleció el 11 de julio de 2003.

## Trabajos

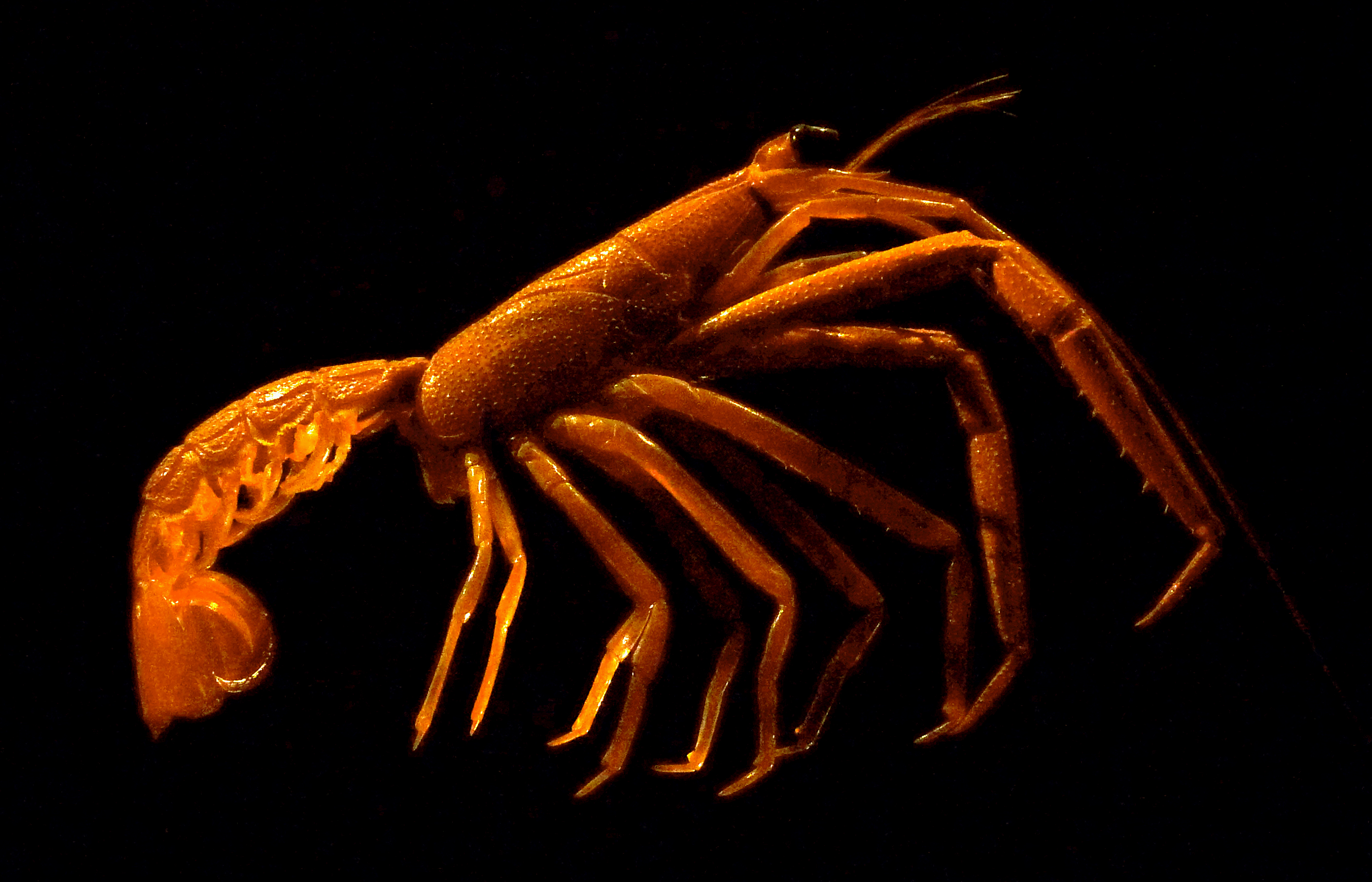
Neoglyphea inopinata, un fósil viviente de los glifeoideos descrito por Michèle de Saint Laurent y Jacques Forest.

Los primeros trabajos de Michèle de Saint Laurent se centraron en la sistemática de los cangrejos ermitáns. A finales de 1960 revisó la familia de los pagúridos, describiendo varios nuevos géneros nuevos. Asimismo, participó en la descripción de los cangrejos ermitáns de la expedición del Calypso por la costa atlántica de América del Sur, y estuvo a bordo del Jean Charcot y el Thalassa durante varios viajes científicos.
También investigó sobre otros crustáceos decápodos, particularmente sobre los Thalassinidea, una de las siete infraordes de la suborde de los pleociemados, que eran poco conocidos porque ninguna de sus especies tiene interés comercial. Como resultado de este trabajo, fue invitada en 1974 por la Smithsonian Institution para que estudiara los talasinideos de sus colecciones. Durante este trabajo, le mostraron un ejemplar no identificado por el carcinólogo Fenner La. Chace, Jr. (1908–2004) y que había sido capturado en la expedición Albatros en 1908. Ella, y Jacques Forest, se dieron de cuenta de que era un pariente vivo de los Glypheoidea, una superfamilia de los astacideos que se creía que estaba extinguida desde lo eoceno. ambos describieron el género en 1975, denominándolo Neoglyphea.
Los últimos trabajos de Michèle de Saint Laurent incluyen una nueva clasificación de los cangrejos (los braquiúros) que implicó el reconocimiento de una nueva sección (Eubrachyura) y tres nuevas superfamilias (Axioidea, Enoplometopoidea y Retroplumoidea), así como diversos artículos sobre los decápodos que viven en las fuentes hidrotermais.

## Géneros de pagúridos descritos
- Anapagrides de Saint Laurent-Dechancé, 1966
- Decaphyllus de Saint Laurent, 1968
- Iridopagurus de Saint Laurent-Dechancé, 1966
- Nematopaguroides Forest & de Saint Laurent, 1968
- Pagurojacquesia de Saint Laurent & McLaughlin, 2000
- Propagurus McLaughlin & de Saint Laurent, 1998
- Trichopagurus de Saint Laurent, 1968
- Solenopagurus de Saint Laurent, 1968

## Abreviatura (zoología)
La abreviatura Saint Laurent  se emplea para indicar a Michèle de Saint Laurent como autoridad en la descripción y taxonomía en zoología.

La abreviatura Saint Laurent-Dechancé  se emplea para indicar a Michèle de Saint Laurent como autoridad en la descripción y taxonomía en zoología.